# Killmann Viktor
Killmann Viktor (Újpest, 1900. április 19. – Kolozsvár, 1975. augusztus 24.) erdélyi magyar gépészmérnök, műszaki szakíró.

## Életútja
Középiskoláit Buzăuban (1910-14) és Budapesten (1914-18) végezte, műegyetemi tanulmányokat Prágában folytatott, majd Grácban szerzett gépészmérnöki oklevelet (1926). Romániai pályáját a petróleumiparban kezdte, 1927-től két évtizeden át a nagyhírű SKF svéd golyóscsapágy-gyár romániai leányvállalatának tervezőmérnöke. 1948 után a Gépgyártóipari Minisztérium különböző egységeiben vezetett tervezési munkákat: 1955-től a kolozsvári Műegyetemen a gépgyártási technológia előadótanára nyugdíjazásáig (1965).
Műszaki tudományos írásai hazai és külföldi szakfolyóiratokban (Metalurgia, Revista MIMCM, Metalurgia și Construcții de Mașini, Zeitschrift für Bohrtechnik, Kugellager Tidning) jelentek meg; a Munkásélet hasábjain közölt műszaki kisszótár (1972) egyik szerkesztője.

## Munkái
- Îngrijirea mașinilor unelte (1951)
- Curs general de mașini unelte (1953)
- Toleranțe și calibre (1953)
- Așchierea și sculele așchietoare (1954)
- Probleme de angrenaje (1954, 1957)
- Tehnologia metalelor (társszerzőkkel, 1955)
- Angrenaje melcate (társszerző Maros Dezső és Rohonyi Vilmos, 1966)
- Tehnologia construcției de mașini (társszerzőkkel, 1967)
- Csigahajtások (társszerzők Maros Dezső és Rohonyi Vilmos, Budapest, 1970)
- Román-magyar-német műszaki szótár (társszerzők: Bíró András és Rohonyi Vilmos, 1973)